# Chloroclystis costicavata
Chloroclystis costicavata là một loài bướm đêm trong họ Geometridae.